# Lotsenbrüderschaft

Lotsreviere in Deutschland

Lotsenbrüderschaften sind Körperschaften des öffentlichen Rechts. Sie werden gebildet von den für das jeweilige Lotsrevier bestallten freiberuflichen Lotsen. Die Rechtsgrundlage auf den Seelotsrevieren bildet das Gesetz über das Seelotswesen (Seelotsgesetz), die Rechtsgrundlage der beiden Hafenlotsreviere regeln die beiden Bundesländer Bremen und Hamburg durch eigene Gesetze, die jedoch stark an das Seelotsgesetz angelehnt sind.
Die Brüderschaften verteilen an ihre Mitglieder nach einer Lotsgeldverteilungsordnung die Lotsgelder, die vorher von der Generaldirektion Wasserstraßen und Schifffahrt (GDWS) nach der Lotstarifverordnung eingezogen werden. Diese zieht für die Bereitstellung der Lotseinrichtungen auch die Lotsabgaben ein, die zur Kostendeckung der festen und schwimmenden Lotsenstationen sowie der Versetz- und Zubringerfahrzeuge dienen. Die Lotsenbrüderschaften der Seelotsen wiederum bilden die Bundeslotsenkammer.
Der gesetzliche Vertreter einer Lotsenbrüderschaft ist der Ältermann. Er wird aus den Reihen der Lotsen für fünf oder sechs Jahre in diese Funktion gewählt.
Die Lotsenbrüderschaften haben die ihnen durch Gesetze und Verordnungen übertragenen Aufgaben zu erfüllen. Sie haben im Rahmen ihrer Selbstverwaltung die Belange des jeweiligen Seelotsreviers zu wahren und zu fördern. Besonders obliegt ihnen:
- die Erfüllung der Berufspflichten zu überwachen
- die Ausbildung und Fortbildung der Seelotsen zu fördern
- die Dienstfolge zu regeln
- bei Streitigkeiten zwischen Mitgliedern zu vermitteln
- Maßnahmen zu treffen, die eine ausreichende Versorgung der Seelotsen und ihrer Hinterbliebenen für den Fall des Alters, der Berufsunfähigkeit und des Todes gewährleisten
- die Aufsichtsbehörde bei der Erfüllung ihrer Aufgaben auf dem Gebiet des Seelotswesens zu beraten und zu unterstützen
- die Lotsgelder für Rechnung der Seelotsen im Auftrag der GDWS einzunehmen

## Deutsche Lotsenbrüderschaften
Das deutsche Lotswesen unterteilt sich in neun Brüderschaften auf (davon sieben Seelotsenbrüderschaften und zwei Hafenlotsenbrüderschaften):

### Seelotsen
- Lotsenbrüderschaft Elbe
- Lotsenbrüderschaft Emden
- Lotsenbrüderschaft Nord-Ostsee-Kanal I
- Lotsenbrüderschaft Nord-Ostsee-Kanal II, Kiel, Lübeck, Flensburg
- Lotsenbrüderschaft Weser I
- Lotsenbrüderschaft Weser II/Jade
- Lotsenbrüderschaft Wismar-Rostock-Stralsund

### Hafenlotsen
- Hafenlotsengesellschaft Bremerhaven
- Hafenlotsenbrüderschaft Hamburg

## Berufsverband
1990 wurde der Bundesverband der See- und Hafenlotsen (BSHL) gegründet, der sich als überregionale Vertretung und Berufsverband aller Lotsen versteht.